# NFL 1963
Die NFL-Saison 1963 war die 44. Saison im American Football in der National Football League (NFL), der damals, zusammen mit der American Football League (AFL), höchsten Footballliga der Vereinigten Staaten. Die Regular Saison begann am 14. September 1963 und endete drei Monate später, am 15. Dezember 1963.
Vor Saisonbeginn, am 14. April 1963, sperrte Commissioner Pete Rozelle Defensive Tackle Alex Karras von den Detroit Lions und Runningback Paul Hornung vom Titelverteidiger Green Bay Packers wegen illegaler Wetten auf NFL-Spiele auf Lebenszeit. Beide wurde nach Saisonende begnadigt und durften ab der Saison 1964 wieder spielen.
Die Chicago Bears wurden von einer überragenden Defense getragen, die nur 144 Punkte zuließ, damals ein Ligarekord, und gewannen dadurch die Western Conference. Die New York Giants konnten durch sehr gute Leistungen in der Offense, insbesondere im Passspiel um Quarterback Y. A. Tittle, überzeugen, was ihnen den Sieg in der Eastern Conference einbrachte. Im NFL Championship Game 1963 schlugen die Bears die Giants mit 14:10.
Der 11. Spieltag war geprägt durch das Attentat auf John F. Kennedy, welches nur zwei Tage vor den geplanten Spielen stattfand. Anders als die Konkurrenzliga AFL und die Spiele des College Footballs verschob die NFL ihre Spiele nicht auf ein Datum nach der Beisetzung, welcher am darauffolgenden Tag stattfinden sollte, sondern ließ sie wie gewohnt austragen. Keines der Spiele wurde im Fernsehen übertragen.
Zum wertvollsten Spieler der Saison wählten die Associated Press (AP) und United Press International Y. A. Tittle, der Maxwell Football Club, Vergeber des Bert Bell Awards, ernannte Cleveland Browns Runningback Jim Brown zum wertvollsten Spieler, während die Newspaper Enterprise Association (NEA) abweichend beide auserkor.

## Regular Season
| Western Conference  |    |   |    |       |     |     |
| Team                | S  | U | N  | SQ 1  | P+  | P−  |
| Chicago Bears       | 11 | 2 | 1  | 0,917 | 301 | 144 |
| Green Bay Packers   | 11 | 1 | 2  | 0,846 | 369 | 206 |
| Baltimore Colts     | 8  | 0 | 6  | 0,571 | 316 | 285 |
| Detroit Lions       | 5  | 1 | 8  | 0,385 | 326 | 265 |
| Minnesota Vikings   | 5  | 1 | 8  | 0,385 | 309 | 390 |
| Los Angeles Rams    | 5  | 0 | 9  | 0,357 | 210 | 350 |
| San Francisco 49ers | 2  | 0 | 12 | 0,143 | 198 | 391 |

| Eastern Conference  |    |   |    |       |     |     |
| Team                | S  | U | N  | SQ 1  | P+  | P−  |
| New York Giants     | 11 | 0 | 3  | 0,786 | 448 | 280 |
| Cleveland Browns    | 10 | 0 | 4  | 0,714 | 343 | 262 |
| St. Louis Cardinals | 9  | 0 | 5  | 0,643 | 341 | 283 |
| Pittsburgh Steelers | 7  | 3 | 4  | 0,636 | 321 | 295 |
| Dallas Cowboys      | 4  | 0 | 10 | 0,286 | 305 | 378 |
| Washington Redskins | 3  | 0 | 11 | 0,214 | 279 | 398 |
| Philadelphia Eagles | 2  | 2 | 10 | 0,167 | 242 | 381 |

 Teilnahme Championship Game
 Teilnahme Playoff Bowl

## Postseason
|                 | 1 | 2 | 3 | 4 | Gesamt |
| --------------- | - | - | - | - | ------ |
| New York Giants | 7 | 3 | 0 | 0 | 10     |
| Chicago Bears   | 7 | 0 | 7 | 0 | 14     |

|                   | 1  | 2  | 3 | 4  | Gesamt |
| ----------------- | -- | -- | - | -- | ------ |
| Cleveland Browns  | 0  | 10 | 0 | 13 | 23     |
| Green Bay Packers | 14 | 14 | 7 | 5  | 40     |

|                    | 1 | 2 | 3  | 4  | Gesamt |
| ------------------ | - | - | -- | -- | ------ |
| Western Conference | 7 | 7 | 14 | 3  | 31     |
| Eastern Conference | 3 | 0 | 0  | 14 | 17     |